# ギガス (企業)
株式会社ギガス（GIGAS CORPORATION）は、家電量販店チェーンを展開する株式会社ケーズホールディングスの子会社の一つ。本拠地を愛知県名古屋市名東区におく。

## 概説

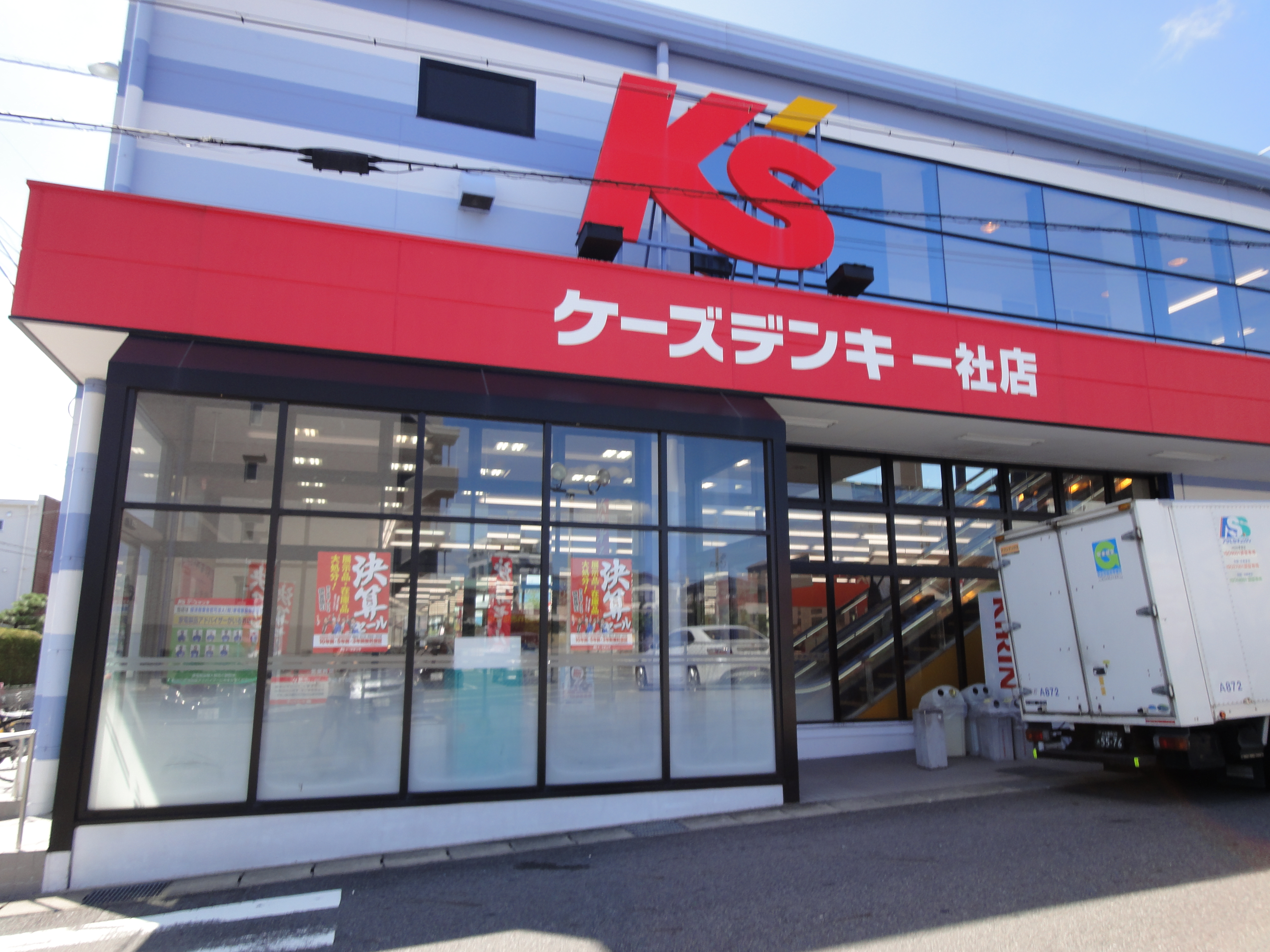
ギガス本社が入居するケーズデンキ一社店

1946年、三重県三重郡朝日町で、ラジオの修理を行う関西電波工業所として創業。1970年代より対外的には「関西電波」の屋号で知られ、三重県内以外にも愛知県、岐阜県、静岡県と店舗を拡大していった。1999年には、東京都足立区に「足立店」を開設し、関東へ進出。2001年には、関西地区進出1号店として、兵庫県西宮市に「西宮店」を開設。
各店舗の館内放送では「ギガスギガスギガスギガスギガス～ナンバ～ワ～ン♪」という歌詞のテーマソングを流していた。また、ギガスカンサイ時代にもオリジナルの店内ソングを流していた。
2004年に株式会社ケーズデンキと事業統合し、ギガスケーズデンキグループ（ケーズホールディングスグループ）を形成。株式交換により、株式会社ケーズデンキから商号変更したギガスケーズデンキ株式会社（現・株式会社ケーズホールディングス）の完全子会社となる。店舗名をケーズデンキに統一し、創業当初の三重県朝日町にあるアサヒスーパーセンター内のギガスカンサイ朝日店は、桑名南パワフル館と名前を変え、ギガス色を一掃した。
現在は中部地方での営業に専念し、中部地方以外で営業していた店舗は閉店、または他の法人へ運営移管している（足立店が、ギガスケーズデンキ（当時）へ運営移管しケーズデンキ梅田パワフル館としてオープン）。2016年現在で当社店舗は愛知県・三重県・岐阜県・静岡県での展開であるものの、それ以前には長野県にも店舗を展開しており、伊那店・飯田インター店はかつて当社の運営であった（2015年10月1日に同グループの北越ケーズへ運営移管）。
かつては、家電の他に日用雑貨品を扱っている店舗もあったが、株式会社ケーズホールディングスの完全子会社化により、日用雑貨品は取り扱わなくなった。

## 沿革
- 1946年 - 三重県三重郡朝日町にて、関西電波工業所創業。
- 1971年 - 三重県三重郡朝日町にて、関西電波工業株式会社を設立。
- 1976年 - 家電と非家電売場を併設した店舗の第一号店（愛知県岡崎市）を開設。
- 1989年 - 商号を株式会社関西電波に変更し、本社所在地を三重県四日市市に移転。
- 1993年 - ホームセンター業態（店舗ブランド名：ビックカンサイ）の第一号店（三重県員弁郡員弁町）を開設[4]
- 1995年 - 名古屋証券取引所市場第二部に上場。
- 1998年 - 商号を株式会社ギガスカンサイに変更し、本店所在地を愛知県海部郡弥富町（現・弥富市）に移転。
- 1999年 - 株式会社東京ギガス（旧株式会社トムハウス）を吸収合併。
- 2000年 - 大阪証券取引所ナスダック・ジャパン（現ヘラクレス）市場に上場。
- 2001年 - 東京証券取引所市場第二部に上場。
- 2002年 - 大阪証券取引所ナスダック・ジャパン（現ヘラクレス）市場の上場廃止。
- 2003年 - 株式会社ギガスに商号を変更。11月、株式会社ケーズデンキ（当時）と株式交換契約を締結。
- 2004年 - 株式交換による事業統合で、ギガスケーズデンキ株式会社（株式会社ケーズデンキから商号変更。現在の株式会社ケーズホールディングス）の完全子会社となる。
- 2007年 - 株式会社東海ケーズを吸収合併。
- 2008年 - 4月に、同じくケーズデンキの運営企業であるヒダカ電器商会より、三重県で運営していた2店舗を譲受。（その後、ヒダカ電器商会は同年7月1日に関西ケーズデンキに吸収合併された。）
- 2010年 - 本部を愛知県名古屋市名東区へ移転。

## 関連人物
CM出演経験者
- 宝満まどか
- ゾマホン・ルフィン
- 矢野きよ実